# ハンナン事件
ハンナン事件（はんなんじけん）とは、食肉卸売業「ハンナン株式会社」元会長の浅田満らが起こした企業犯罪事件の総称。

## 畜産振興事業団事件
1987年10月、浅田は外国産牛肉の放出枠の割り当てをめぐって畜産振興事業団幹部に600万円を渡し、便宜を図らせた贈賄の容疑で逮捕された。1988年3月、東京地裁にて懲役1年6月、執行猶予3年の有罪判決を言い渡されたが、浅田はその場で豊田健裁判長に向かって「（執行猶予期間が）長すぎるんじゃないですか」と食ってかかり、驚いた裁判長にたしなめられる一幕があった。

## ハンナン牛肉偽装事件
2001年から2002年にかけて、BSE対策事業の一環として行われた国産牛肉買い取り事業を悪用して、計約50億3000万円の詐欺や補助金適正化法違反（不正受給）などの罪に問われた事件。

### 裁判経過
2004年（平成16年）4月17日、BSEに関する農林水産省の補助金制度を悪用し不正受給を行ったとして、浅田満社長らが詐欺罪など複数の容疑で逮捕された。
2004年（平成16年）12月22日、史上最高額の20億円という保釈保証金を払って保釈される。
2005年（平成17年）5月11日、大阪地裁（角田正紀裁判長）は共犯として実弟の浅田暁ら5人を「首謀者である満被告の犯行を唯一止めうる立場にあり、責任は重い」などとして執行猶予付きの有罪判決を言い渡した。浅田暁らは控訴しなかったため、有罪判決が確定した。
2005年（平成17年）5月27日、大阪地裁（水島和男裁判長）は浅田満に対して懲役7年の実刑判決を言い渡した。被告側は判決を不服として控訴した。
2008年（平成20年）3月4日、大阪高裁（片岡博裁判長）は一審・大阪地裁の懲役7年の判決を支持、浅田満側の控訴を棄却した。被告側は判決を不服として上告した。
2012年（平成24年）2月27日、最高裁第二小法廷（古田佑紀裁判長）は上告審口頭弁論を開いた。弁護側は全面無罪を、検察側は証拠隠滅教唆罪についてのみ無罪を主張して結審した。
2012年（平成24年）4月2日、最高裁第二小法廷（古田佑紀裁判長）は、発見された書類は複製の可能性が高いとして有罪を維持した二審判決を「重大な事実誤認の疑いが顕著で、破棄しなければ著しく正義に反する」として破棄、大阪高裁に差し戻した。
2013年（平成25年）12月25日、大阪高裁（森岡安広裁判長）は「証拠隠滅教唆罪については証拠不十分で無罪」として、一審判決を破棄し懲役6年8月の実刑判決を言い渡した。
2015年（平成27年）4月8日、最高裁第三小法廷（岡部喜代子裁判長）は被告側の上告を棄却する決定を出したため、浅田満に対する懲役6年8月の判決が確定した。
2016年（平成28年）11月23日、浅田満は刑の執行のため刑事施設に収監された。判決確定後も病気を理由に刑が執行されていなかったが、大阪高検は病状が快方に向かい、刑事施設に収容可能と判断し収容状を大阪地裁に請求して執行した。

### 再審請求
2010年（平成22年）11月25日、大阪地裁（中川博之裁判長）は共犯として懲役1年6月、執行猶予3年の有罪判決が確定したグループ会社の元役員について再審開始を決定した。検察側は抗告せず。
2011年（平成23年）1月18日、大阪地裁（和田真裁判長）は「疑いを生じさせる新たな証拠が見つかった」として証拠隠滅罪で懲役1年、執行猶予3年の判決が確定した関連会社の元従業員についても再審開始を決定した。大阪地検はこの決定を受け入れる方針。経理書類について「（一審判決で）裁断されたと認定した書類が存在する疑いがある」と指摘した。ただし、被告人は全面無罪を主張してはいない。
2011年（平成23年）12月16日、大阪地裁（斎藤正人裁判長）でグループ会社の元役員の再審初公判が開かれた。検察は懲役1年6月を求刑、被告人は「証拠隠滅の行為をしていません」と意見陳述し、無罪を主張して即日結審した。 
2012年（平成24年）2月8日、大阪地裁（斎藤正人裁判長）でグループ会社の元役員の再審判決公判が開かれ、裁判長は「細断したとされる書類が多数存在し、自白の信用性に疑問がある上、ほかに細断したと認める証拠はない」として無罪判決を言い渡した。検察側は控訴を断念し、2月10日に上訴権放棄で確定。
2011年（平成23年）12月22日、大阪地裁（和田真裁判長）で関連会社の元従業員の再審初公判が開かれた。検察は懲役1年を求刑、被告人は単独で経理書類を隠した行為を除いて無罪を主張し即日結審した。
2012年（平成24年）1月16日、大阪地裁（和田真裁判長）で関連会社の元従業員の再審判決公判が開かれ、「裁断したとされる書類の大半が確定判決後に見つかった」として、裁断について無罪、自宅に隠した点のみ有罪とし懲役6月、執行猶予3年が言い渡された。検察側は期限までに控訴せず、有罪判決が確定した。

## 関連書籍
- 『食肉の帝王―巨富をつかんだ男 浅田満』（溝口敦著、講談社）
- 『同和利権の真相スペシャル！ ハンナン浅田満「食肉利権」の闇』（別冊宝島Real061　一ノ宮美成、グループ・K21著）
- しんぶん赤旗取材班『食肉利権に踊った二人のドン』新日本出版社、2005年